# Пазухин, Алексей Дмитриевич
Алексе́й Дми́триевич Па́зухин (18 февраля (2 марта) 1845, Симбирская губерния — 27 января (8 февраля) 1891, Санкт-Петербург) — российский государственный деятель, правитель канцелярии Министерства внутренних дел, действительный статский советник (1887), автор проекта реформ при Александре III.

## Биография
Родился 18 февраля (2 марта) 1845 года (в некоторых источниках — 1841) в Симбирской губернии в старинной дворянской семье Пазухиных.
Окончил 1-ю московскую гимназию и юридический факультет Московского университета со степенью кандидата права. В 1872 году был избран участковым мировым судьей в Алатырском уезде. В 1878 году стал уездным предводителем дворянства и почетным мировым судьей в том же уезде.
В 1885 году в качестве эксперта был приглашён в Кахановскую комиссию. В том же году в журнале «Русский вестник», редактируемом М. Н. Катковым, появилась статья Пазухина «Современное состояние России и сословный вопрос». В этой статье Пазухин высказал мнение, что ведущая роль в Российской империи должна и дальше принадлежать дворянству и предлагал восстановление сословных учреждений. Статья обратила на себя внимание министра внутренних дел Д. А. Толстого, пригласившего его правителем своей канцелярии.
В 1886 году Пазухин предложил проект реформы государственного управления — создание института земских начальников; 12 июля 1889 указ о создании института земских начальников был подписан Александром III. П. А. Зайончковский в своей монографии «Российское самодержавие в конце XIX столетия» крайне отрицательно высказался о проекте Пазухина, считая его реакционным.
В 1887 году Пазухин получил чин действительного статского советника, 2 января 1891 года — Орден Святого Станислава I-й степени.
Русский философ-славянофил Константин Леонтьев в статье «Над могилой Пазухина» положительно оценил роль Пазухина в российской истории.

Честь же и слава тем немногим «бодрым» людям, которые, подобно покойным гр. Толстому и Алексею Пазухину, не «отчаялись в спасении отчизны» и сделали первые попытки, первые смелые шаги на пути нового органического и целительного расслоения нашего общественного материала.

## Труды
- Современное состояние России и сословный вопрос / [Соч.] А. Пазухина. — Москва : Унив. тип. (М. Катков), 1886. — 63 с.